# Dardanus megistos
Dardanus megistos es una especie de crustáceo decápodo de la familia Diogenidae. Se encuentra ampliamente distribuido en el océano Índico y el océano Pacífico.

## Galería de imágenes

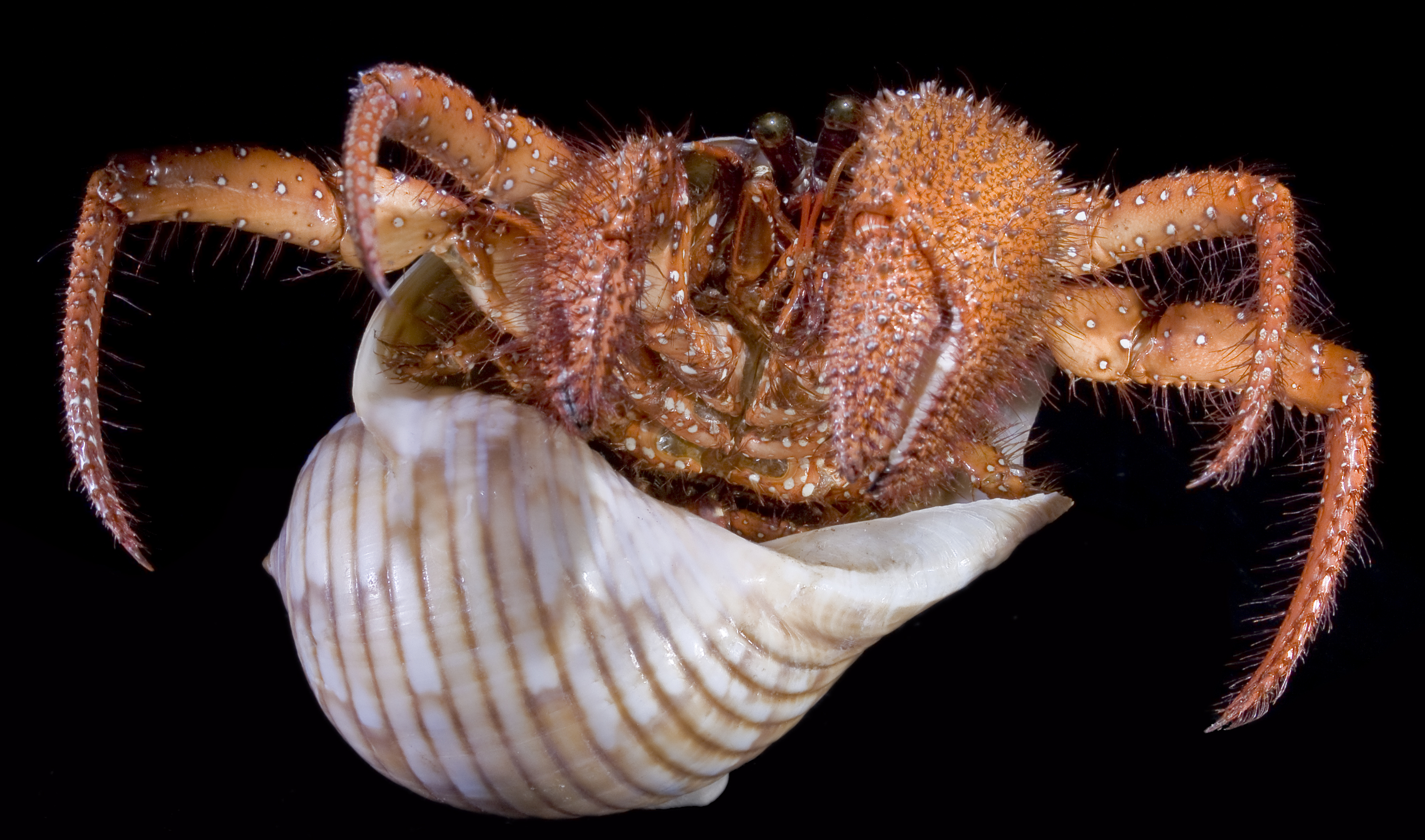
Espécimen de museo.
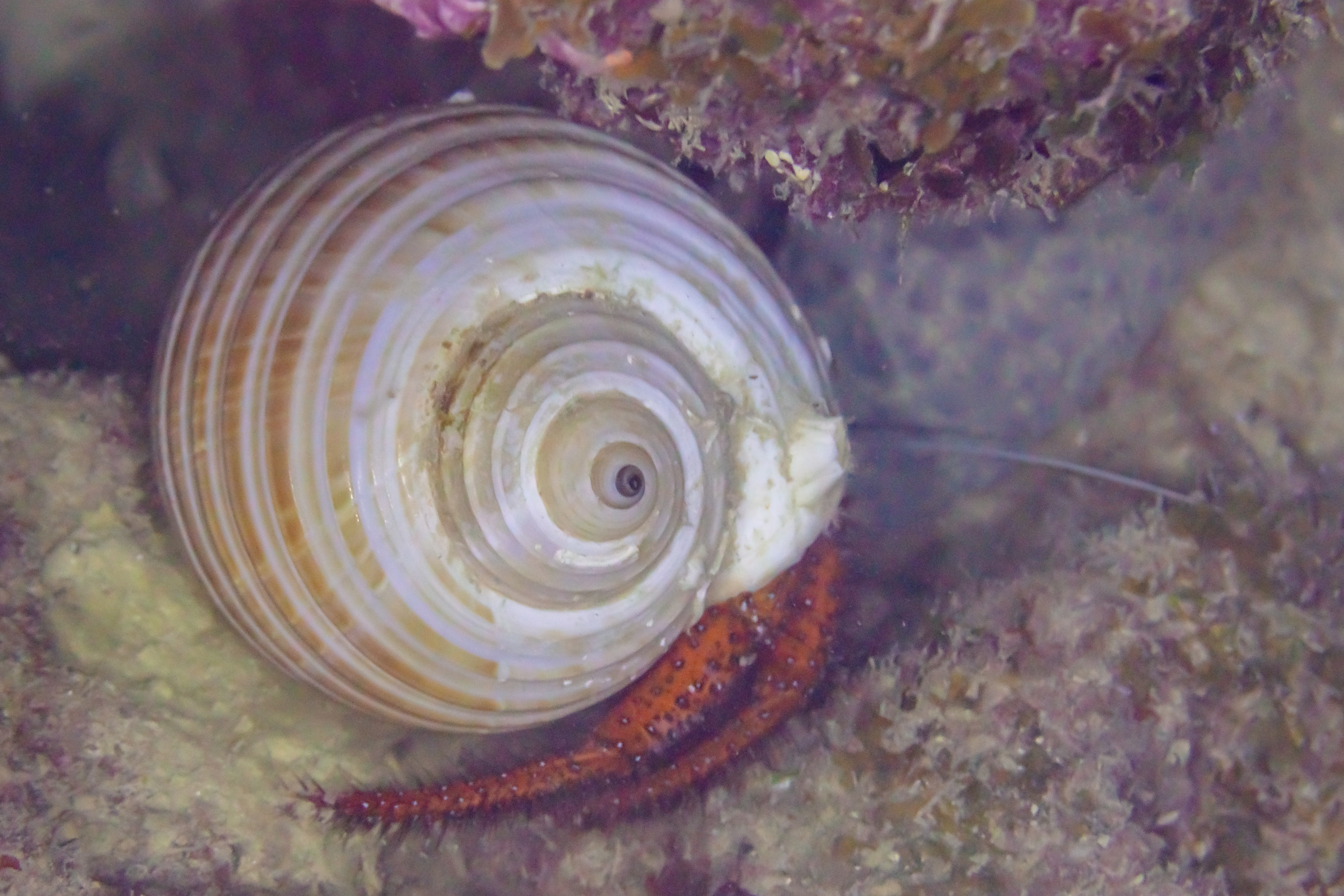
Ejemplar de Zanzíbar, Tanzania.